# Lord Haw-Haw
Lord Haw-Haw var samlingsnamnet på flera radiopresentatörer för det från Nazityskland utsända  engelskspråkiga radioprogrammet Germany Calling, men aliaset blev så småningom helt förknippat med dess mest kända presentatör William Joyce. Programmet riktade sig till radiopubliken i Storbritannien under andra världskriget och var en del av Joseph Goebbels propagandaapparat. Det sändes  via  mellanvågsstationen i Hamburg och även via kortvåg till USA. Programmet startade 18 september 1939 och fortgick till 30 april 1945, då Hamburg intogs av brittiska styrkor. Själva sändningen började alltid med anropet: Germany calling, Germany calling, Germany calling.

## Personerna bakom namnet
Aliaset kopplas vanligen samman med William Joyce som var tyska radions mest kända presentatör, men det fanns fler personer som antingen använde eller påstod sig vara Lord Haw-Haw:
- Wolf Mittler var tysk medborgare som utbildats i Storbritannien och som karikerade en engelsk man ur överklassen. Av vissa lyssnare beskrevs hans personlighet som en motsvarighet till Bertie Wooster. Det var under Mittler som programmet blev som mest populärt i Storbritannien och på Irland, där man vid den tiden beräknades ha över sex miljoner lyssnare. Mittler ersattes av Joyce under 1939.
- Norman Baillie-Stewart var tidigare officer vid regementet Seaforth Highlanders och som degraderades för spioneri för Tyskland. Han arbetade en kort tid under 1939 som radiopresentatör för den tyska radion och dömdes efter krigsslutet till fem års fängelse. Han påstod sedermera under en tid att det var han som var Lord Haw-Haw.
- Eduard Dietze var av brittisk-tysk-ungersk börd och har nämnts som en mindre trolig användare.